# Wojciech Weiss
Wojciech Weiss (ur. 4 maja 1875 w Leordzie, zm. 7 grudnia 1950 w Krakowie) – polski malarz i pedagog,  rektor Akademii Sztuk Pięknych w Krakowie (1918/1919, 1933/1934, 1935/1936, 1939).

## Życiorys
Urodził się w rodzinie kolejarza Stanisława i Marii z Kopaczyńskich. Mieszkał początkowo na stacji kolejowej w Botoszanach, gdzie urzędował jego ojciec, emigrant po powstaniu styczniowym. Od 1888 uczęszczał przez dwa lata do C.K. Gimnazjum im. Franciszka Józefa, do C.K. Szkoły Przemysłu Artystycznego i do Konserwatorium Galicyjskiego Towarzystwa Muzycznego we Lwowie. Po przeprowadzce jego rodziców pod koniec 1890 do Płaszowa (wówczas część miasta Podgórze), gdzie jego ojciec objął stanowisko na stacji kolejowej, naukę kontynuował w Gimnazjum św. Anny w Krakowie. 
Od 1891 pobierał lekcje rysunku w charakterze gościa w Szkole Sztuk Pięknych w Krakowie oraz lekcje gry na fortepianie i skrzypcach w tamtejszym Konserwatorium Towarzystwa Muzycznego. Jego nauczycielami w Szkole Sztuk Pięknych byli Florian Cynk, Izydor Jabłoński, Władysław Łuszczkiewicz, Józef Unierzyski i Leopold Löffler. W 1891 namalował pod wpływem Jana Matejki, którego określił we wspomnieniach „prorokiem narodu”, Wjazd Bolesława Chrobrego do Kijowa. 
W 1892 został z polecenia dyrektora Matejki przyjęty formalnie na drugi rok studiów w krakowskiej Szkole Sztuk Pięknych. Kształcił się pod kierunkiem Matejki do śmierci mistrza w 1893; po objęciu uczelni przez Juliana Fałata znalazł się pod wpływem impresjonistów. Od października 1895 był uczniem Leona Wyczółkowskiego. W 1896 odbył pierwszą podróż po Europie (Wrocław, Berlin, Drezno, Praga, Wiedeń, Budapeszt) i otrzymał czteroletnie stypendium dr. Franciszka Urbańskiego dla studentów ASP. W kwietniu 1897 odwiedził Paryż, gdzie zapoznał się z nurtem art nouveau i znalazł się pod wpływem Gustave'a Courbeta. W marcu 1898 po otrzymaniu po raz trzeci złotego medalu dyrekcji za wyniki w nauce zakończył formalne kształcenie, otrzymując pracownię mistrzowską, w której tworzył pod kierunkiem Leona Wyczółkowskiego do czerwca 1899. 
W maju 1898 debiutował na drugiej wystawie Towarzystwa Artystów Polskich „Sztuka”, gdzie za aprobatą Jana Stanisławskiego przedstawił w otoczeniu prac profesorskich swój inspirowany twórczością Edvarda Muncha i Stanisława Przybyszewskiego obraz Melancholik (portret Antoniego Procajłowicza). Po powrocie Przybyszewskiego z emigracji do Krakowa we wrześniu 1898 i przejęciu przez niego w październiku redakcji „Życia”, Weiss dołączył do skupionego wokół niego kręgu młodych artystów, znanego pod nazwą Dzieci Szatana i nawiązał współpracę z tygodnikiem. Był uczestnikiem spotkań młodopolskiej bohemy w kawiarni Ferdynanda Turlińskiego w Krakowie.
W latach 1898–1903 malował plenery w Strzyżowie, goszcząc regularnie na poddaszu dworca kolejowego u swej siostry Emilii, żony naczelnika stacji w latach 1898–1905, Stanisława Florka. Od 1898 wykonywał litografie, a od 1899 zajmował się metalowymi technikami graficznymi (m.in. akwaforty, od lat 20. także monotypie). Zajmował się grafiką także podczas ponownego pobytu w Paryżu w ramach nagrody za ukończenie studiów od jesieni 1899 do maja 1900. Zajmował pracownię przy impasse du Maine 9, w sąsiedztwie rzeźbiarza Antoine'a Bourdelle'a; namalował tam Autoportret z maskami (1900). Jego Portret rodziców (1899) trafił do pawilonu austriackiego na Wystawie Światowej w Paryżu w 1900. Od marca do sierpnia 1901 w ramach stypendium ufundowanego przez Michała Tyszkiewicza studiował w Scuola libera del nudo w Regio Istituto di belle arti we Florencji, a po powrocie do Polski kontynuował studia od stycznia 1902 w Scuola libera con il modello vivente w założonym przez Grzegorza XVI Regio Istituto di belle arti w Rzymie. W tym okresie znajdował się pod wpływem dekadentyzmu i fascynacji kulturą pogańską. We Włoszech przebywał chętnie w okolicach Tivoli, zaprzyjaźnił się i podróżował wspólnie z Leonem Kowalskim, Wilhelmem Mitarskim i Włodzimierzem Perzyńskim. Odwiedził Normandię z Edwardem Okuniem. Dołączył do założonego w 1901 towarzystwa Polska Sztuka Stosowana.
W 1902 nawiązał kontakty ze środowiskiem warszawskim i współpracę z wydawanym tam przez Zenona Przesmyckiego pismem literacko-artystycznym „Chimera”. W listopadzie 1902 znalazł się w składzie Stowarzyszenia Polskich Artystów Grafików, założonego przez Feliksa Jasieńskiego (ps. Manggha) pod patronatem krakowskiego „Czasu”. Główną inicjatywą tej grupy była publikacja w 1903 obliczonej na „podniesienie (…) poziomu [polskiej] artystycznej kultury” Teki polskich grafików, gdzie znalazły się prace Weissa, wśród nich drzeworyty japońskie. W 1904 kupił wraz z ojcem dom w Kalwarii Zebrzydowskiej, gdzie zamieszkali jego rodzice i wynajął pracownię przy ul. Podzamcze 14 w Krakowie. W jego twórczości nastąpił wówczas zwrot od katastrofizmu ku afirmacji życia. W latach 1905–1908 należał do Secesji Wiedeńskiej, którą opuścił wraz z innymi członkami „Sztuki” z powodu zakazu współpracy z innymi grupami wiedeńskimi. Na lata 1906–1912 przypadł tzw. biały okres w jego twórczości, inspirowany sztuką japońską i wyróżniający się dominacją jasnej palety barw.
Od 1907 był wykładowcą, od 1910 profesorem nadzwyczajnym, od 1913 profesorem zwyczajnym, w latach 1918/1919, 1933/1934, 1935/1936 i 1939 rektorem krakowskiej Akademii Sztuk Pięknych. Od 1908 wykładał także w prywatnej Szkole Sztuk Pięknych dla Kobiet, założonej w Krakowie przez Marię Niedzielską. 14 grudnia 1918 przewodniczył posiedzeniu grona profesorów ASP, na którym przegłosowany został wniosek o dopuszczenie kobiet do studiów na ASP. 21 marca 1923 wraz z innymi profesorami ASP złożył rezygnację w proteście przeciwko odrzuceniu przez Senat RP nowelizacji ustawy o szkołach akademickich, która nadawała ASP status szkoły wyższej w II RP; rezygnacji tej nie przyjęło Ministerstwo Wyznań Religijnych i Oświecenia Publicznego, któremu uczelnia wówczas podlegała.
Od 1907 zasiadał w zarządzie Towarzystwa Przyjaciół Sztuk Pięknych w Krakowie, w 1908 został prezesem „Sztuki”. We wrześniu 1911 wykonał na zamówienie w Pawłowicach portret żony Alfreda Chłapowskiego, po czym w kwietniu 1912 dwa z jego obrazów nabył Edward Aleksander Raczyński, twórca prywatnej galerii w Rogalinie i prezes TPSP. Prace Weissa cieszyły się wówczas na tle oferty TPSP wyjątkowym zainteresowaniem zagranicznych nabywców. W 1912 założył wraz z Gustavem Klimtem (inicjatorem Secesji Wiedeńskiej), Josefem Hoffmannem i Kolomanem Moserem Związek Artystów Austriackich (Bund Österreichischer Künstler). We wrześniu 1913 przebywał wraz z żoną na plenerze w Wenecji. Około 1914 przeniósł się z Podzamcza do podwawelskiej kamienicy przy ul. Straszewskiego 2. Po wybuchu I wojny światowej i zajęciu budynku ASP na cele wojskowe wyjechał we wrześniu 1914 do Wiednia, gdzie korzystał z pracowni Kazimierza Pochwalskiego. W 1915 powrócił do zajęć dydaktycznych w Krakowie przejmując po wyjeździe Józefa Pankiewicza naukę grafiki, w latach 1915–1918 malował w Kalwarii Zebrzydowskiej. Od 1923 mieszkał w zaprojektowanej dla niego przez Tadeusza Stryjeńskiego i Franciszka Mączyńskiego willi przy ul. Krupniczej 31 w Krakowie. Od 1923 bawił co roku u siostry żony, Marii Sperling (1898–1995), w jej nowej siedzibie w Nicei. W 1925 został członkiem Towarzystwa Zachęty Sztuk Pięknych w Warszawie. W latach 1935–1939 wyjeżdżał na coroczne plenery do Jastrzębiej Góry.
Po wybuchu II wojny światowej i ewakuacji władz ASP do Brzeżan zastąpił Fryderyka Pautscha na stanowisku rektora i sprawował je do zamknięcia uczelni przez okupacyjne władze niemieckie 14 grudnia 1939, unikając wywiezienia w ramach Sonderaktion Krakau. We wrześniu 1940 w odpowiedzi na list niemieckiego starosty Krakowa Carla Schmida zadeklarował aryjskie pochodzenie. Do 1942 korzystał ze swojej pracowni w budynku ASP, zajętym na potrzeby Staatliche Kunstgewerbeschule Krakau, a później malował obrazy w swoim domu przy Krupniczej.
21 stycznia 1945 powrócił do pracy jako profesor ASP, obejmując przejściowo funkcję prorektora. 24 marca 1945 uczestniczył w pierwszym powojennym posiedzeniu Rady Profesorów ASP. W 1946 został wraz z Władysławem Jarockim jako pracownik w wieku emerytalnym przeniesiony w stan nieczynny na podstawie głosowania Rady Profesorów ASP. Podłożem tej decyzji była negatywna ocena jego twórczości jako reprezentującej nurt tradycyjny („konserwę”) mimo przedwojennych związków z kapistami. W październiku 1947 Ministerstwo Kultury i Sztuki przeniosło go w stan spoczynku, a w listopadzie 1947 i czerwcu 1949 upadł dwukrotnie wniosek o mianowanie go honorowym profesorem ASP. W odpowiedzi artysta podjął nową tematykę i oczekiwania wobec sztuki, tworząc w duchu historyzującym (Strajk 1947, niedokończona Rewolucja) i podważając socrealistyczny kanon od wewnątrz. W styczniu 1949 otrzymał Nagrodę Miasta Krakowa za rok 1948, a w sierpniu 1949 – stypendium Prezydium Rady Ministrów. W 1950 został nagrodzony za Manifest na Pierwszej Ogólnopolskiej Wystawie Plastyki w Warszawie i przywrócony w sierpniu tego roku na katedrę w ASP jako profesor kontraktowy na tle nowego zwrotu ideologicznego na niekorzyść jego krytyków, kolejnych rektorów ASP Eugeniusza Eibischa i Zbigniewa Pronaszki. W ostatnich miesiącach życia za namową Zygmunta Leśnodorskiego i na zamówienie Juliusza Starzyńskiego spisał fragment wspomnień do 1903, opublikowany przez żonę i syna nakładem Wydawnictwa Literackiego w 1976.
Malował m.in. pejzaże okolic Strzyżowa, Płaszowa, Ojcowa, Poronina i Kalwarii Zebrzydowskiej, w latach 30. także bałtyckie, ponadto portrety (m.in. Feliksa Jasieńskiego, Wojciecha Brzegi, Włodzimierza Perzyńskiego i dzieci Konstantego Mariana Górskiego). W latach 1918–1935 tworzył liczne akty kobiece (w tym w monotypii), wprowadzając do polskiej sztuki plastycznej otwarty erotyzm. Wpływ na jego malarstwo wywarła twórczość Edvarda Muncha i Jacka Malczewskiego, a także impresjonizm. Pozostawał, szczególnie w młodości, pod wpływem poglądów filozoficznych Stanisława Przybyszewskiego. Należał do twórców reprezentujących „silny nurt narodowy”.
Był artystą docenionym za życia, uznawanym, wystawianym na ziemiach polskich i za granicą (m.in. na międzynarodowych ekspozycjach w Carnegie Museum of Art w Pittsburghu w 1927 i 1935, a także w Paryżu, Zagrzebiu i Pradze). Otrzymał państwową nagrodę plastyczną Ministra Wyznań Religijnych i Oświecenia Publicznego za rok 1937.
Jego pasją było fotografowanie. W zbiorach rodzinnych znajdują się setki fotografii jego autorstwa z początków XX wieku. Niektóre ze zdjęć posłużyły za studium do obrazów (np. Maki, 1902; Mielizna, 1902).
Pochowany został w grobowcu rodzinnym na cmentarzu parafialnym w Zebrzydowicach.

## Wybrane dzieła
- Odyseusz pod ziemią w Hadesie, 1895, olej na płótnie, 66 × 96 cm, Muzeum Literatury im. Adama Mickiewicza w Warszawie
- Student, 1897, olej na płótnie, 96 × 64 cm, Zamek Królewski na Wawelu
- Szkic do autoportretu z jabłkiem, 1897, akwarela na papierze, 31,7 × 45 cm, Muzeum Literatury im. Adama Mickiewicza w Warszawie
- Melancholik (Totenmesse), 1898, olej na płótnie, 128 × 65,5 cm, Muzeum Narodowe w Krakowie.
- Wiosna, 1898, olej na płótnie, 96,5 × 65,5 cm, Muzeum Narodowe w Warszawie
- Zasmucona, 1898, olej na płótnie, 70,5 × 50 cm, Muzeum Narodowe w Poznaniu
- Portret Dagny Juel Przybyszewskiej, 1899, pastel na papierze, 49,5 × 60 cm, Muzeum Literatury im. Adama Mickiewicza w Warszawie
- Taniec, 1899, olej na płótnie, 65 × 97 cm, Zbiory rodziny artysty
- Opętanie, 1899–1900, olej na płótnie, 100 × 185 cm, Muzeum Literatury w Warszawie
- Pocałunek na trawie, ok. 1900, olej na płótnie, 45 × 74 cm, Muzeum Narodowe w Poznaniu
- Autoportret z maskami, 1900, olej na płótnie, 91 × 73 cm, Muzeum Narodowe w Krakowie.
- Promienny zachód słońca, ok. 1902, olej na płótnie. 60,5 × 81 cm, Muzeum Narodowe w Poznaniu
- Altana, 1903, olej na płótnie, 96,5 × 146,5 cm, Muzeum Narodowe w Krakowie
- Demon (W kawiarni), 1904, olej na płótnie. 66,5 × 96 cm, Muzeum Narodowe w Krakowie
- Strachy, 1905, olej na płótnie, 95 × 145 cm, Muzeum Narodowe w Krakowie (depozyt)
- Modelka, ok. 1911, olej na płótnie, 80 × 62 cm, Lwowska Galeria Sztuki
- Malarz i modelka, 1911, olej na płótnie, 151 × 80 cm, Muzeum Okręgowe w Toruniu
- Wenus, 1916, olej na płótnie, 79 × 101 cm, Muzeum Narodowe w Warszawie
- Żona artysty w ogrodzie, 1916, olej na płótnie, 80 × 63 cm, Muzeum Narodowe w Warszawie
- Modystki, 1922, Centrum Kultury Śląskiej w Nakle Śląskim
- Widok z okna, 1927–1939, olej na płótnie, 44 × 30 cm, Muzeum Narodowe we Wrocławiu
- Pejzaż z Kalwarii Zebrzydowskiej, 1936, olej na płótnie, 46 × 65 cm, Muzeum Narodowe w Warszawie
- Portret Modelki Jadźki, 1947, olej na płótnie, 78 × 78 cm, Muzeum Narodowe w Gdańsku
- Manifest, 1949/1950, olej na płótnie, 190 × 136 cm, Muzeum Narodowe w Warszawie

## Ordery i odznaczenia
- Krzyż Komandorski Orderu Odrodzenia Polski (7 listopada 1925)[71][72]
- Złoty Wawrzyn Akademicki (7 listopada 1936)[73]
- Komandor Orderu Trzech Gwiazd (Łotwa, 1936)
- Order Korony Żelaznej (Austro-Węgry, 1914)
- Order Zasługi Świętego Michała (Królestwo Bawarii, 1914)

## Upamiętnienie
Po śmierci artysty jego żona i syn podjęli starania o utworzenie w Krakowie muzeum Wojciecha Weissa bądź o wydzielenie w Muzeum Narodowym osobnej ekspozycji stałej, które zakończyły się niepowodzeniem. W 1975 władze Strzyżowa upamiętniły artystę w stulecie urodzin na wniosek jego syna tablicą wmurowaną w budynek stacji kolejowej. W 2006 wnuczki malarza, Renata Weiss i Zofia Weiss de Nowina Konopka, założyły Fundację Muzeum Wojciecha Weissa, która od 2015 prowadzi galerię sztuki współczesnej w dawnej kamienicy Józefa Sperlinga (męża Marii) przy ulicy Sławkowskiej 12.
Archiwum prywatne artysty jest przechowywane w jego willi przy ul. Krupniczej.

## Życie prywatne
W maju 1912 ożenił się z Ireną z Zylberbergów, ps. Aneri, którą poznał jesienią 1907 jako słuchaczkę prywatnych kursów prowadzonych przez siebie przy ul. Kanoniczej i we własnej pracowni w Krakowie. Miał z nią córkę Annę (1921–1970), alergolożkę i syna Stanisława (1927–1987), pracownika naukowego Politechniki Krakowskiej.

## Uczniowie
Do jego uczniów należeli Otto Axer (1925–1930), Jerzy Bandura (1937–1939), Edmund Bartłomiejczyk (1907–1909), Stanisław Bojakowski (1908–1911), Bogusław Brandt (1935–1938), Jan Budziło (1938–1939), Samuel Cygler (1922–1924), Tadeusz Cybulski (1918–1920), Józef Czapski (1922–1923), Juliusz Czechowicz (1913–1923), Erwin Czerwenka (1908–1911), Zofia Czerwosz (1944–1946), Julian Dadlez, Stanisław Dąbrowski (1909–1910), Leon Dołżycki (1908–1909), Herman Ehrman (1929–1932), Eugeniusz Eibisch (1917–1920), Erwin Elster (1908–1912), Jerzy Fedkowicz (1915–1920), Abba Fenichel (1932–1935), Dominik Figurny (1937–1939), Mieczysław Filipkiewicz (1922–1923), Samuel Finkelstein (1913–1914), Karol Ferster (1922–1926), Maria Fromowicz (1919–1920), Paweł Gajewski (1909–1913), Helena Grabschrift-Taffet (1931–1934), Józef Hecht (1909–1914), Jan Hrynkowski (1915–1918), Janusz Ingarden (1944–1946), Marian Jaeschke (1925–1928), Mieczysław Janikowski (1938–1939), Tadeusz Kantor (1938–1939), Zygmunt Karolak (1926–1930), Jerzy Kawalerowicz (1945–1946), Artur Klar (1915–1916, 1919–1923), Ludwik Klimek (1934–1936), Stanisław Kołodziejski (1909–1914), Ludwik Konarzewski (1906–1910), Tadeusz Koper (1937–1938), Adam Kossowski (1926–1928), Andrzej Kowalski (1950), Marian Kruczek (1950), Władysław Krzyżanowski (1919–1920), Witold Leonhard (1910–1911), Zofia Lipińska (1923–1924), Zygmunt Lorec (1913–1916), Adam Malicki (1915–1921), Edward Matuszczak (1931–1933), Jadwiga Maziarska (1938–1939), Zygmunt Menkes (1921–1922), Kazimierz Mitera (1917–1925), Stefan Modzelewski (1917–1918), Eugeniusz Mucha (1950), Józef Mularczyk (1937–1939), Artur Nacht-Samborski (1917–1920), Gizela Nebenzahl-Wistreich (1930–1932), Marian Niżyński (1929–1932), Andrzej Oleś (1915–1917), Kazimierz Poczmański (1927–1928), Eugeniusz Przybył (1909–1913), Zygmunt Radnicki (1919, 1922–1924), Franciszek Rerutkiewicz (1906–1907), Maria Ritter (1923–1927), Erna Rosenstein (1936–1937), Maria Rosenzweiżanka (1934–1937), Zofia Rudzka (1920–1922), Zdzisław Ruszkowski (1926–1929), Czesław Rzepiński (1926–1928), Dawid Seifert (1916–1918), Tadeusz Seweryn (1916–1917), Jan Skowron (1910–1913), Witold Skulicz (1944–1945), Franciszek Starowieyski (1950), Bolesław Stawiński (1933–1934), Jan Stępień (1922–1925), Kazimierz Strzemiński (1909–1910), Juliusz Studnicki (1926–1928), Zbigniew Suchodolski (1937–1938), Stanisław Szczepański (1919–1925), Józef Szczęsny (1915–1916), Marian Szczyrbuła (1918–1921), Jerzy Szeski (1944–1946), Bogusław Szwacz (1937–1939), Franciszek Szwoch (1910–1911), Piotr Szymski (1938–1939), Antoni Teslar (1922–1926), Kazimierz Tomorowicz (1919–1921), Aleksander Trojkowicz (1944–1946), Tadeusz Turkowski (1944–1946), Jan Wojciech Umiński (1929–1932), Zygmunt Waliszewski (1921–1923), Abraham Weinbaum (1906–1911), Roman Wilkosz (1936–1938), Antoni Wippel (1909–1914), Marian Włosiński (1944–1946), Jan Ignacy Wodyński (1925–1928), Kazimierz Zieleniewski (1912–1917), Jerzy Zitzman (1938–1939), Zenobiusz Zwolski (1938–1939), Jacek Żuławski (1928–1929) i Władysław Żurawski (1908–1912).

## Galeria

### Wybrane dzieła

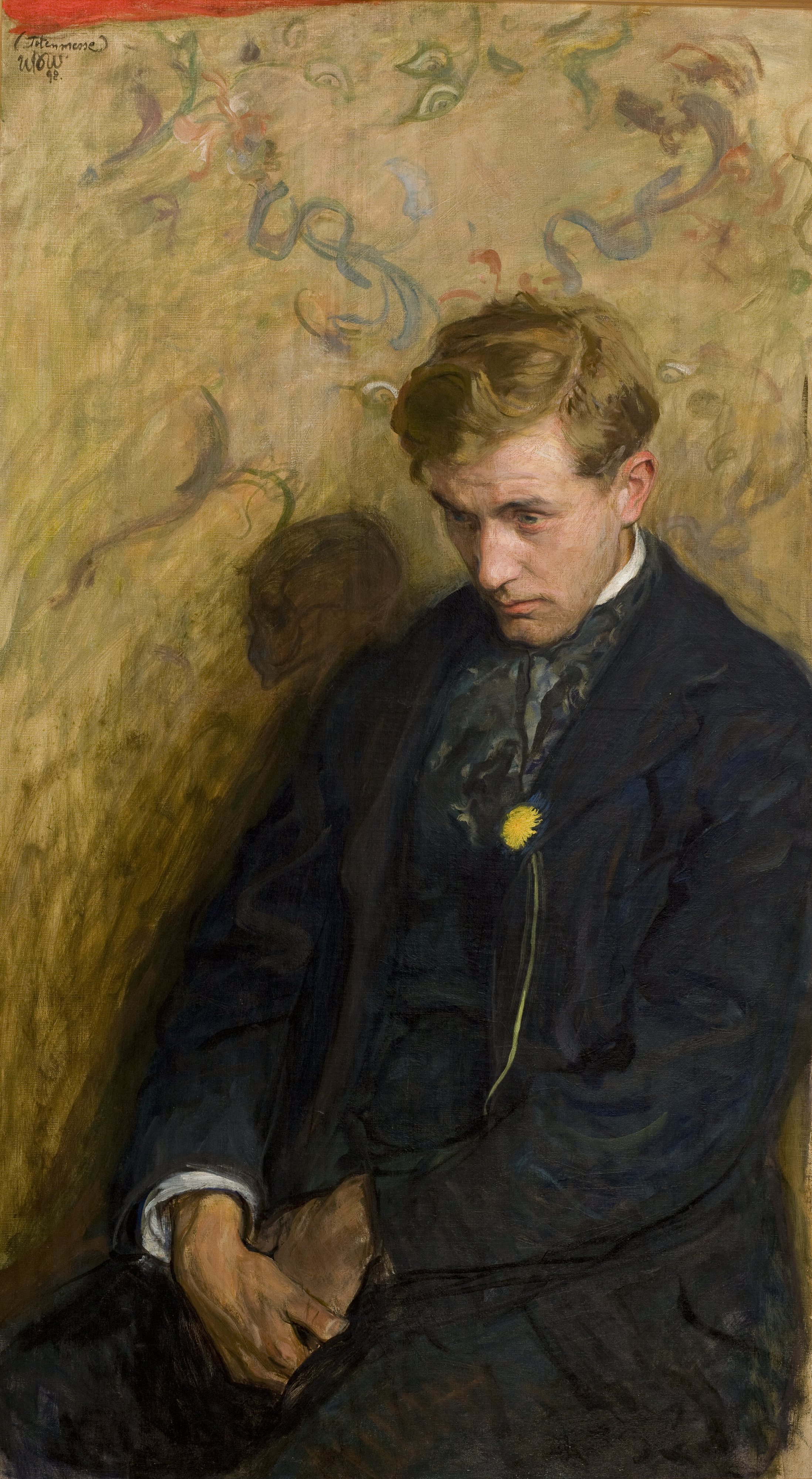
Melancholik, 1898, Muzeum Narodowe w Krakowie
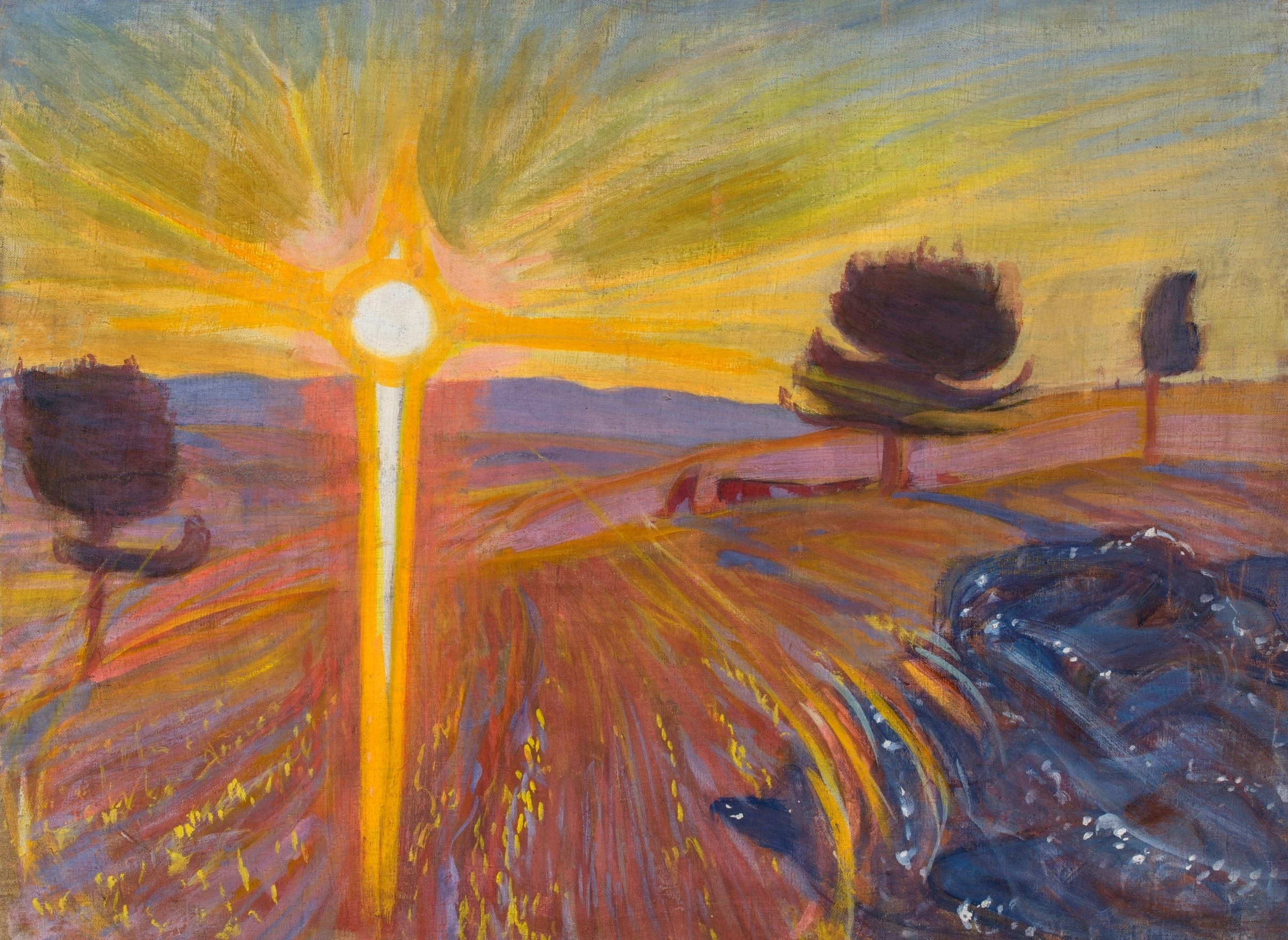
Wieczorny promień, 1898, Muzeum Narodowe w Poznaniu
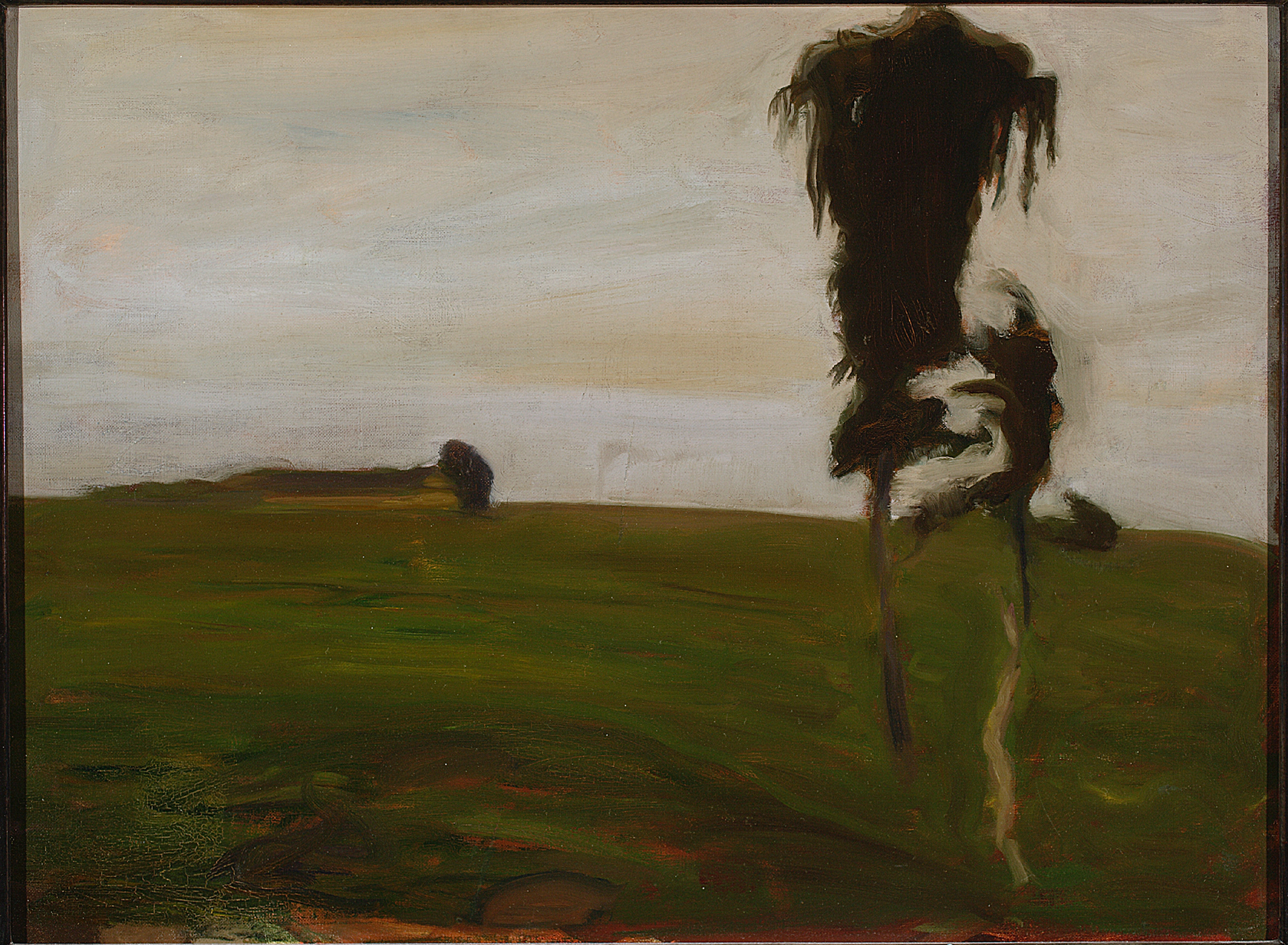
Wieczór, ok. 1900, Muzeum Narodowe w Warszawie
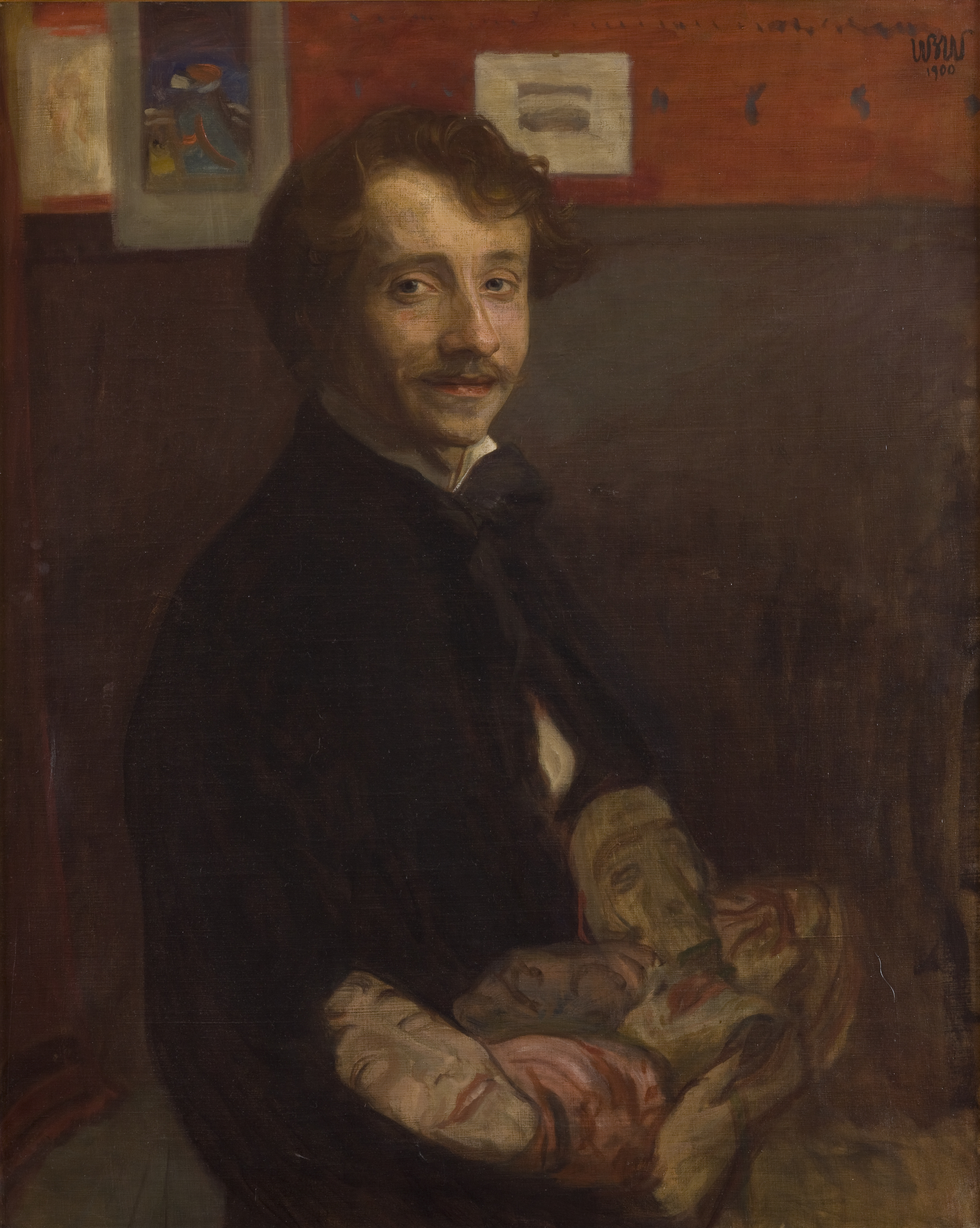
Autoportret z maskami, 1900, Muzeum Narodowe w Krakowie
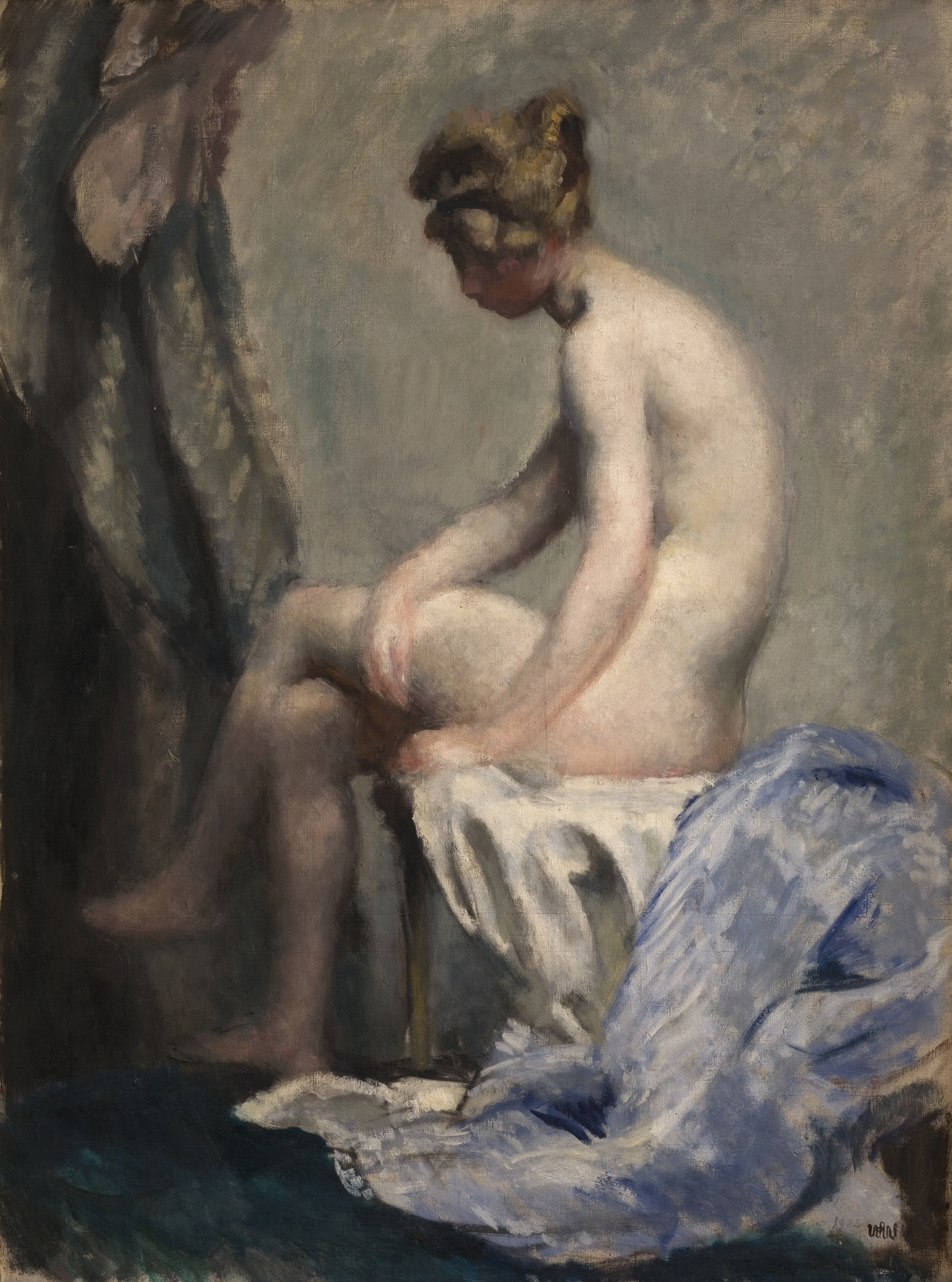
Akt, 1902, Muzeum Narodowe w Krakowie
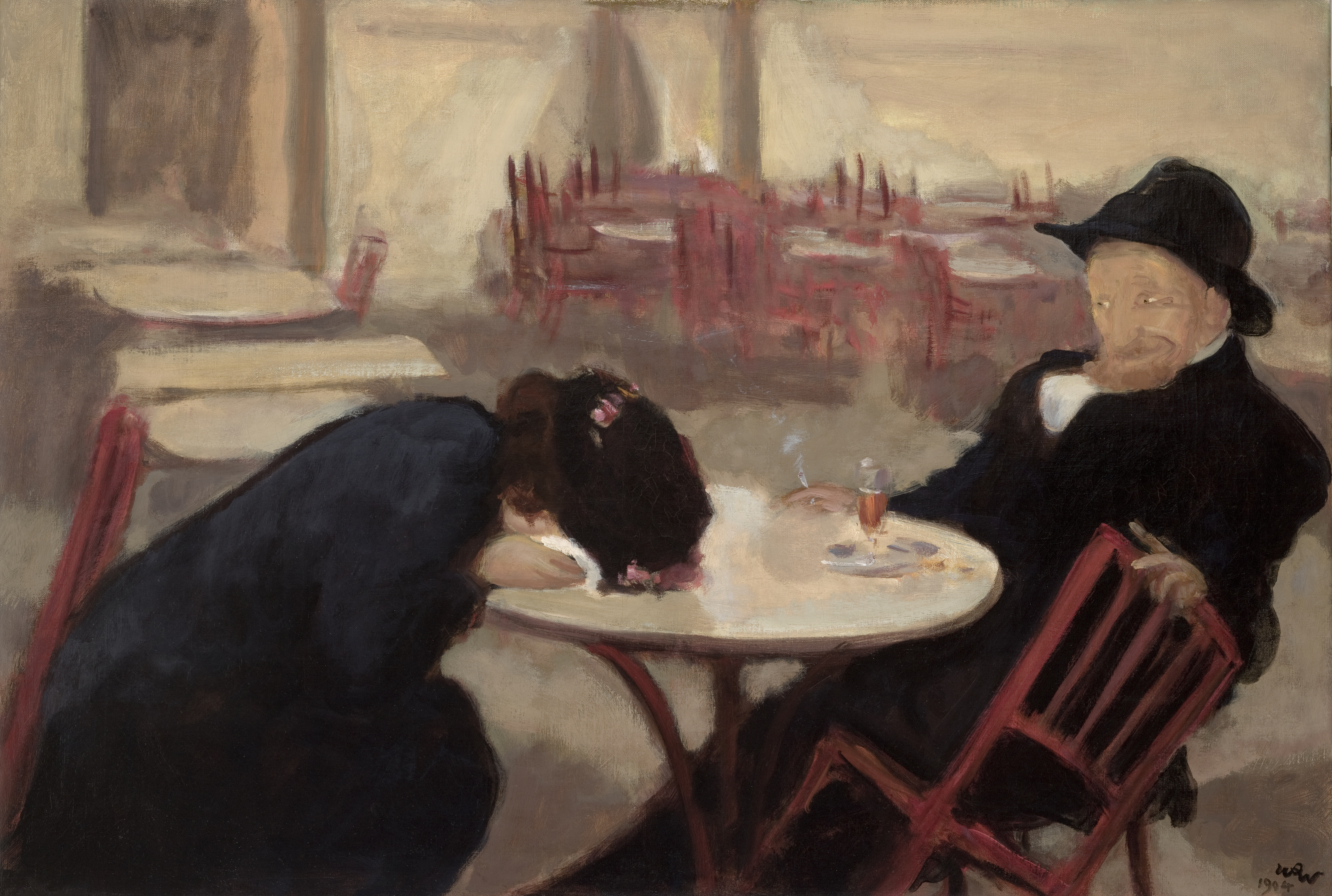
Demon (W kawiarni), 1904, Muzeum Narodowe w Krakowie
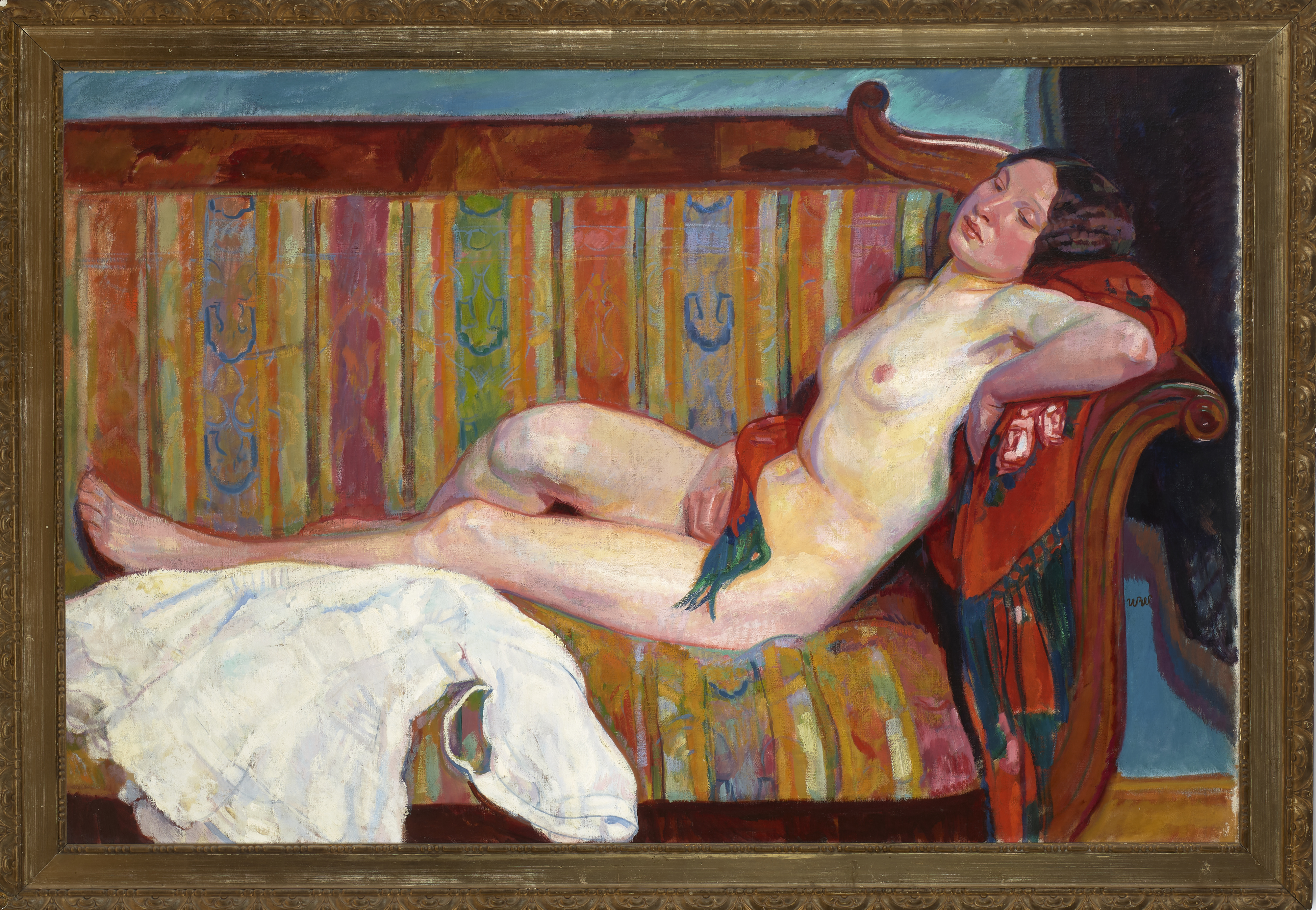
Modelka, 1911, Muzeum Narodowe w Krakowie
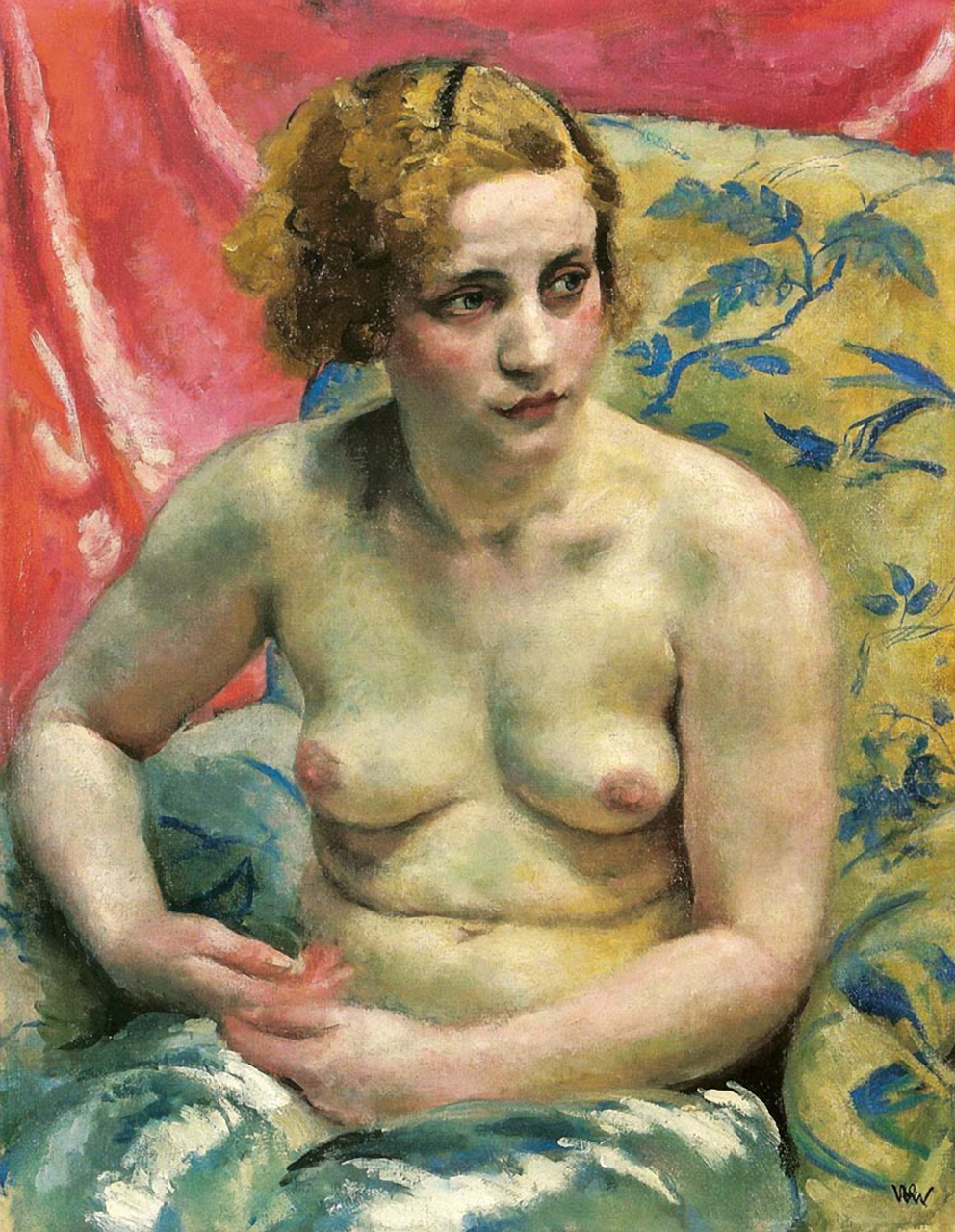
Modelka, ok. 1911, Lwowska Galeria Sztuki
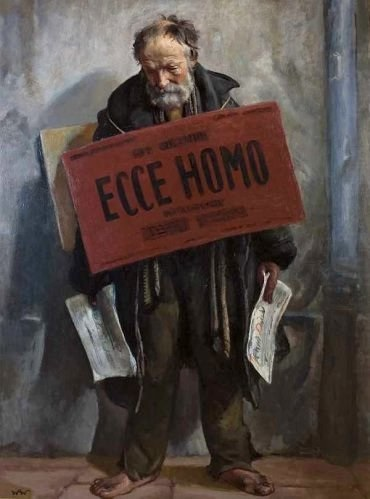
Ecce Homo, 1934
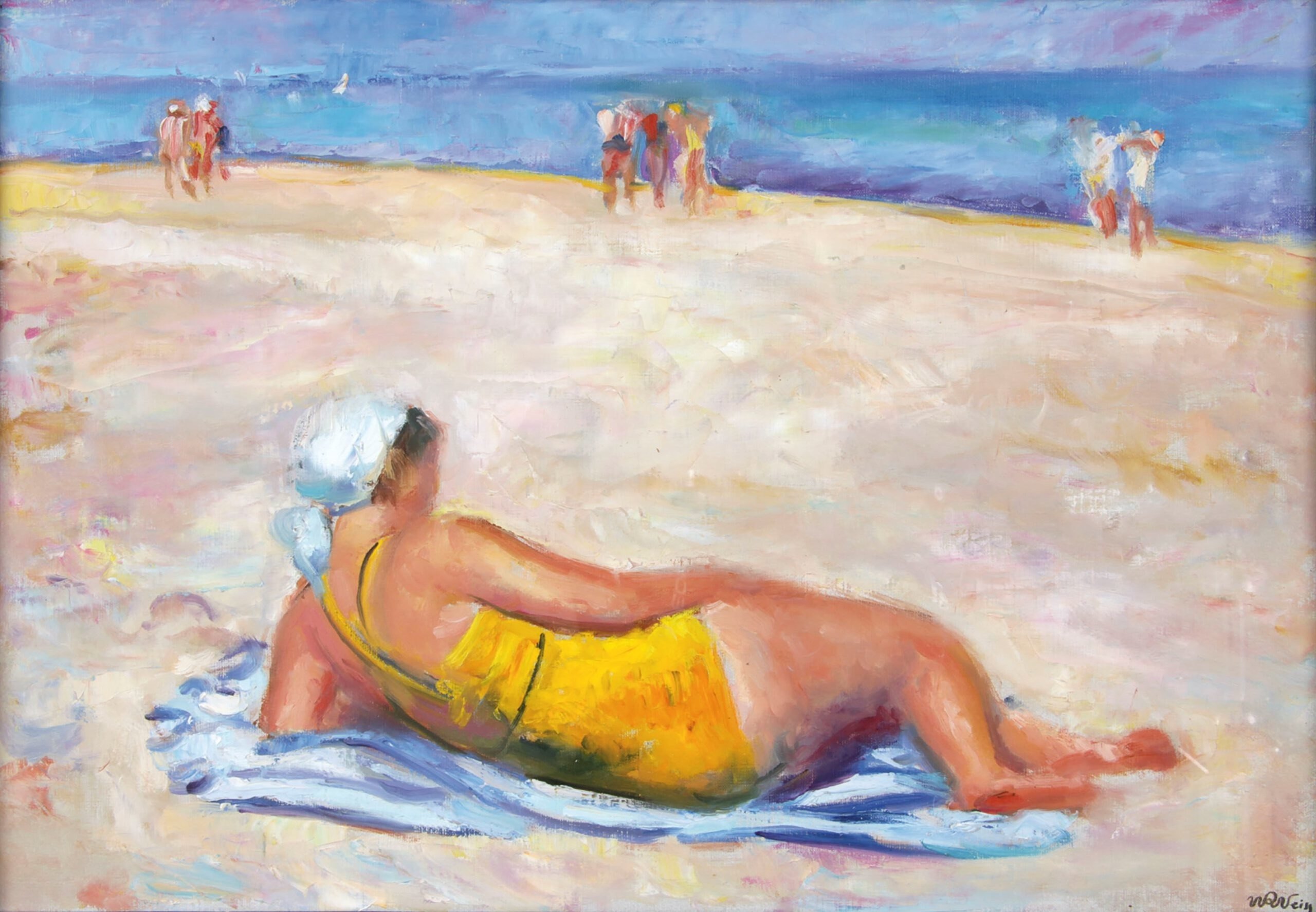
Haneczka na plaży, ok. 1937

### Portrety artysty

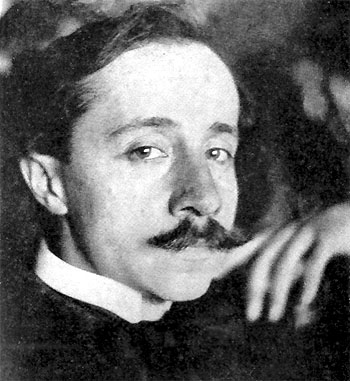
Wojciech Weiss (ok. 1900).
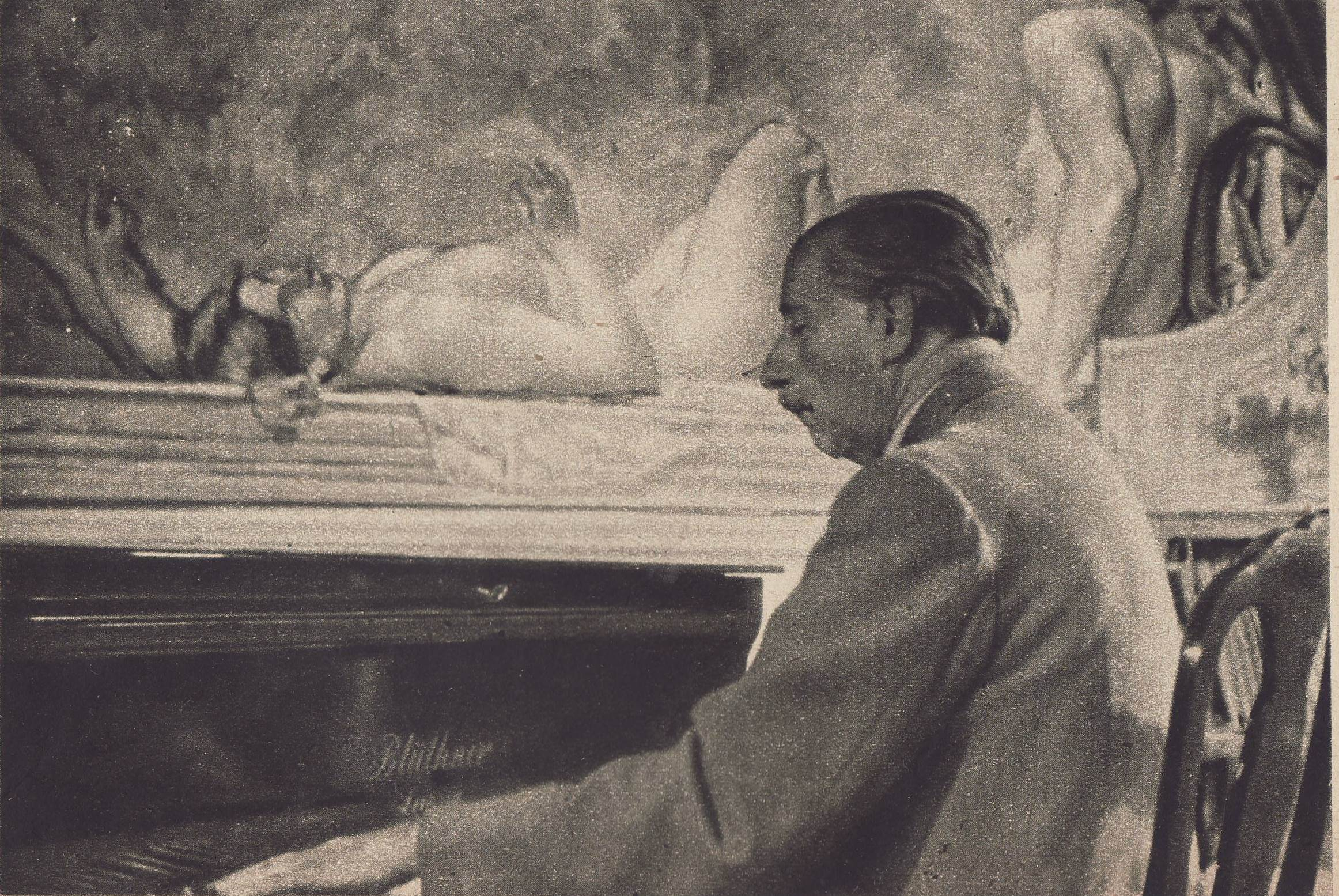
Wojciech Weiss (ok. 1946)